# Burg Waldstein (Schlesien)

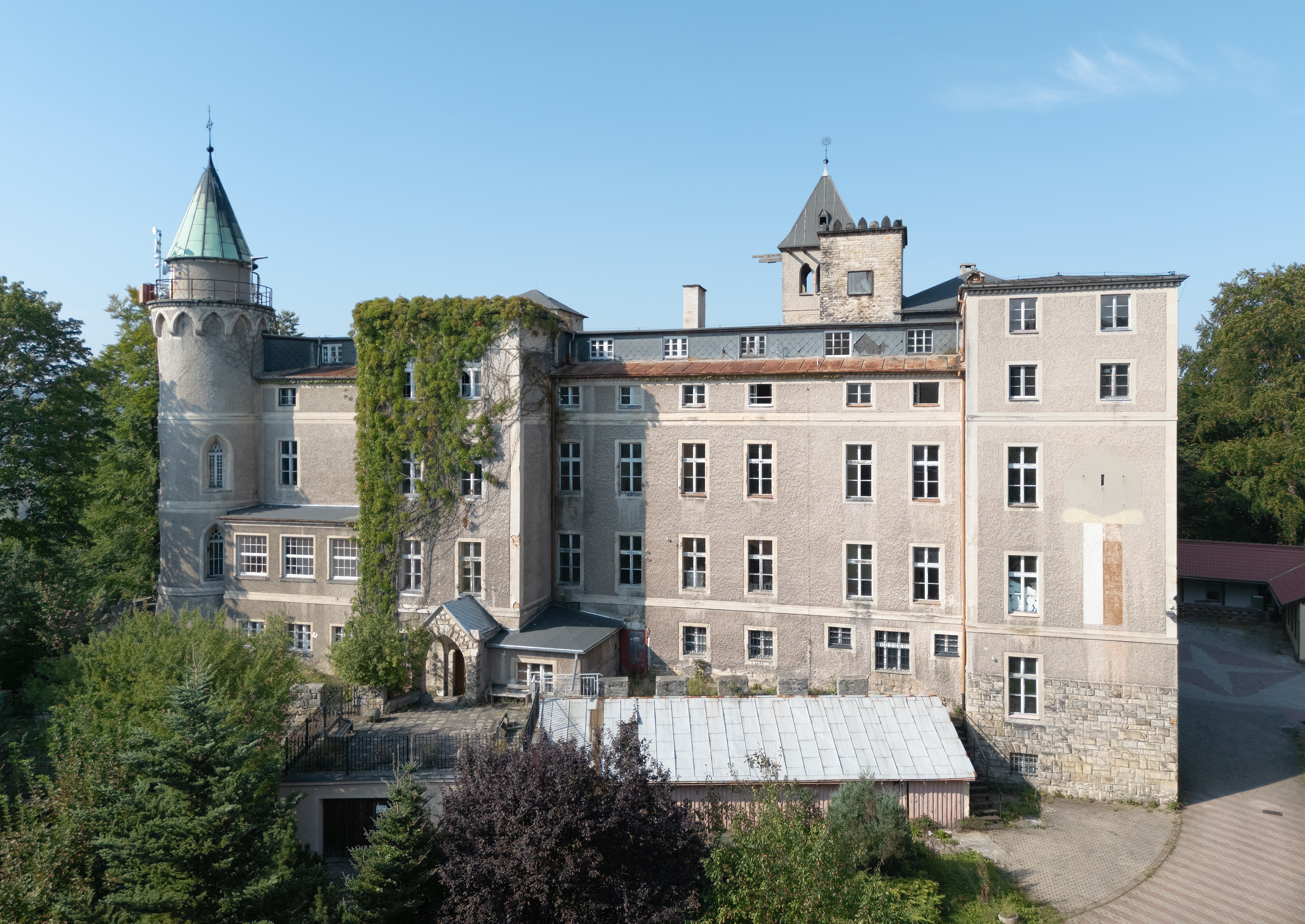
Burg Waldstein (2024)

Burg Waldstein (auch Schloss Waldstein; polnisch Zamek Leśna) ist ein schlossähnlicher Bau im Ortsteil Borek (deutsch Walddorf) der Stadt Szczytna (Rückers) im Powiat Kłodzki in der Woiwodschaft Niederschlesien in Polen. Er steht unter Denkmalschutz und beherbergt ein Heim für geistig behinderte Menschen.

## Lage und Beschreibung

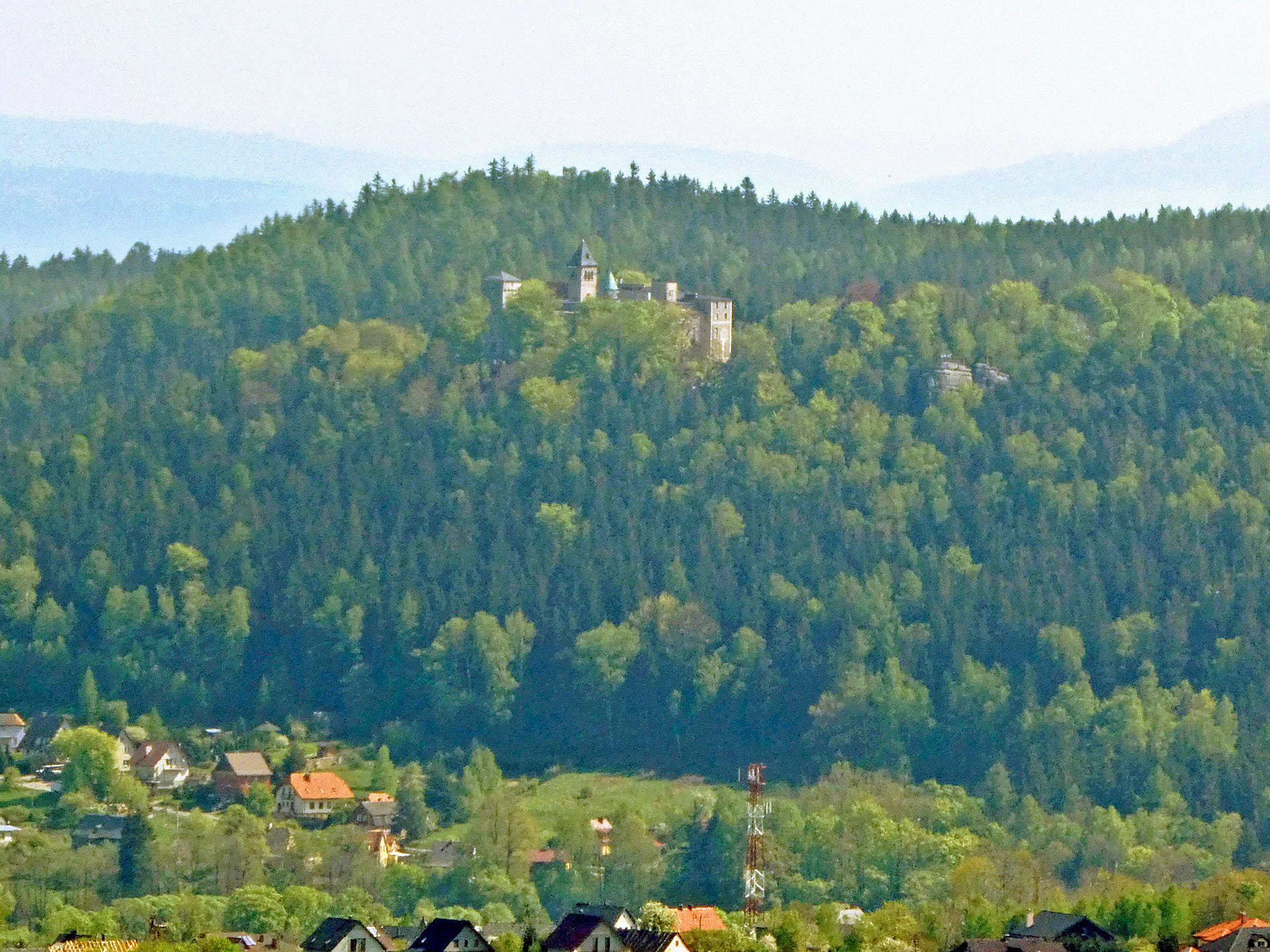
Lage von Burg Waldstein (2018)

Burg Waldstein liegt am Rande einer bewaldeten, zu den südöstlichen Ausläufern des Heuscheuergebirges (Góry Stołowe) gehörenden Sandsteintafel, die mit dem Steinberg (Kamiennik) eine Höhe von 580 m über NN erreicht. Burg Waldstein befindet sich in einer Höhe von 555 m und damit etwa 100 m über dem Beginn des Höllentals (Piekielna Dolina) der Bystrzyca Dusznicka (deutsch Reinerzer Weistritz). Sie ist über eine Fahrstraße zu erreichen.
In geringer Entfernung befinden sich nach Süden die Felsformation Adler (Orlik) mit einem Aussichtspunkt und nach Südosten ein unvollendet gebliebener Kalvarienberg (Kalwaria Górska) mit in Sandsteinfelsen gehauenen Darstellungen von Kreuzwegstationen.
Das Gebäude ist eine Vierflügelanlage um einen rechteckigen Innenhof. Die Außenmaße betragen etwa 60 m mal 40 m. Die Ecken des dreistöckigen Baus sind turmartig verstärkt, bis auf die südwestliche, an der sich ein runder Turm erhebt. Burg Waldstein ist in neugotischem Stil errichtet, zum Teil mit Zinnen, Pechnasen und Pseudo-Wehrelementen, wie dem ehemaligen Wassergraben, über den eine Zugbrücke führte. Die Anlage umgibt ein kleiner Park.

## Geschichte

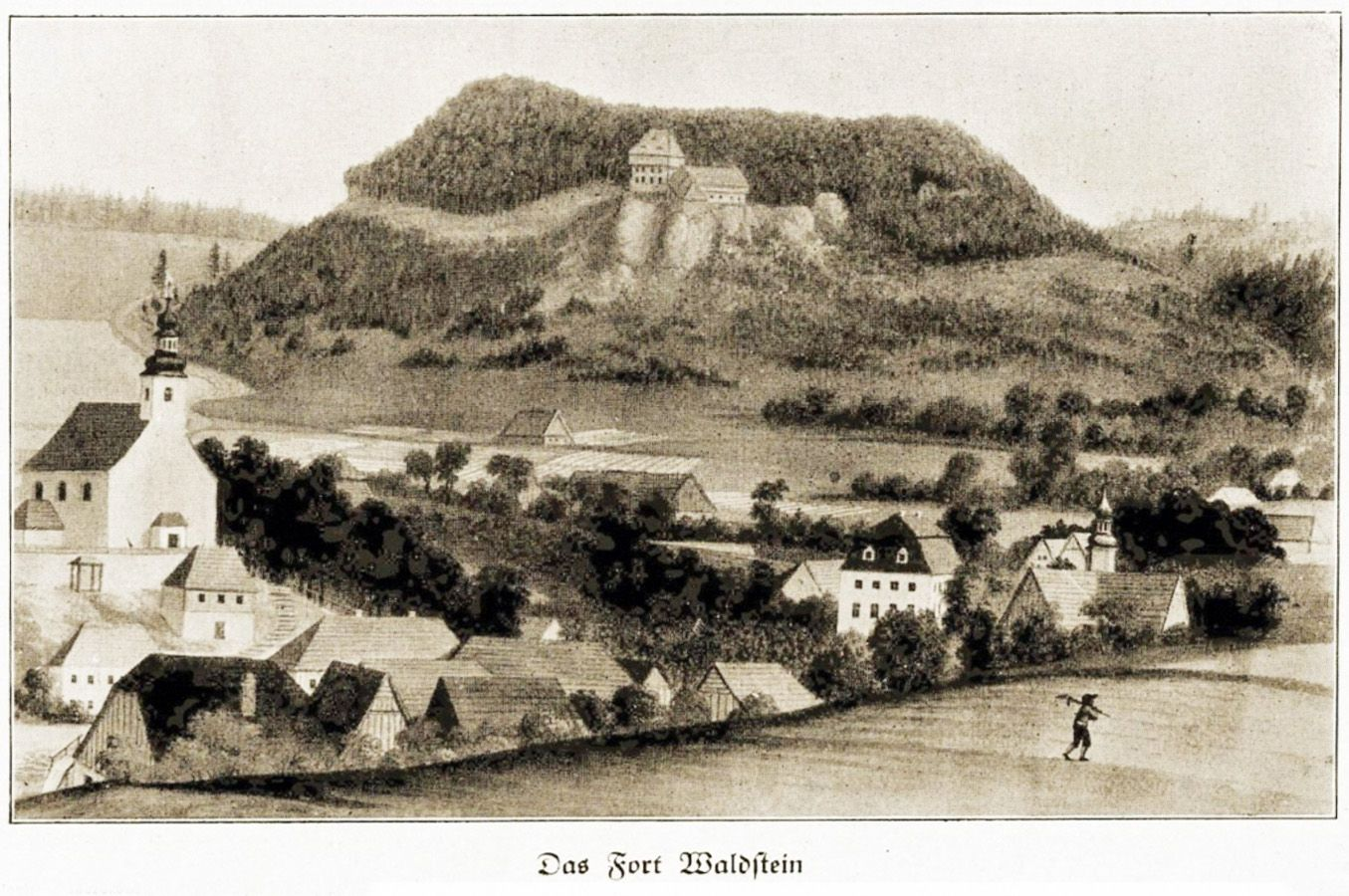
Der Vorgängerbau: Fort Waldstein (um 1800)

Auf dem für die Kontrolle des Übergangs von Böhmen nach Schlesien strategisch wichtigen Punkt ließ der preußische König Friedrich Wilhelm II., wie auch an anderen Stellen der Grafschaft Glatz, in den Jahren 1790/1791 wegen der sich verschlechternden Beziehungen zwischen Österreich und Preußen das Fort Waldstein, errichten. Es war mit 12 Mann besetzt und konnte im Konfliktfall auf 120 aufgestockt werden. Es kam nie zum Einsatz und wurde 1807 während des napoleonischen Feldzugs gegen Preußen ohne Gegenwehr eingenommen und teilweise geschleift.

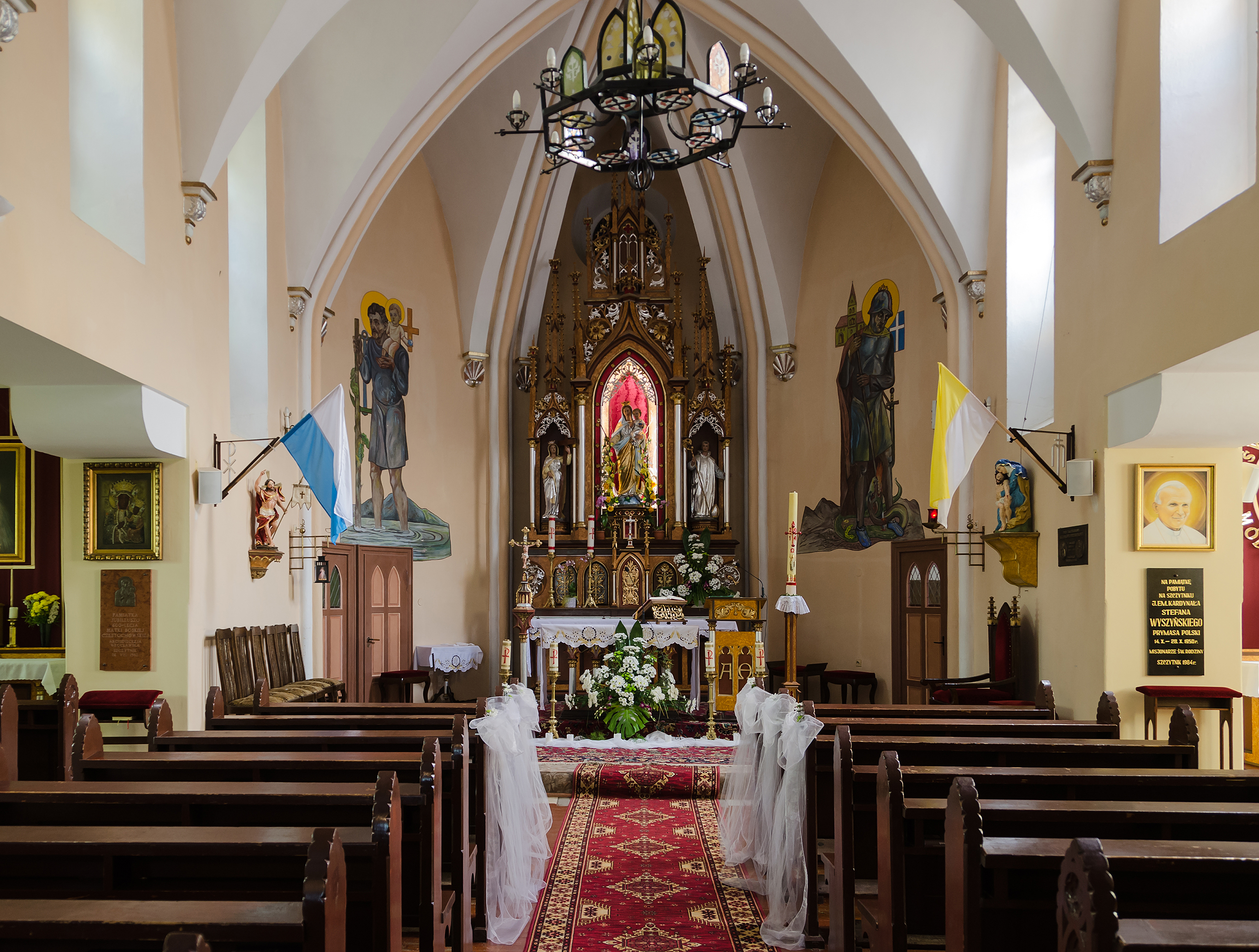
Die Kapelle (2015)

Von 1831 bis 1837 ließ sich Leopold von Hochberg, der 1827 die Herrschaft Rückers erworben hatte, auf den Resten des Forts nach Plänen des preußischen Baumeisters Carl Friedrich Schinkel Burg Waldstein als Herrensitz errichten. Nach seinem Tod 1842 erbte Leopold von Hochbergs Schwester das Anwesen, das sie 1843 an den preußischen General August Ludwig von Nostitz verkaufte. Ihm folgte Hermann von Pückler-Muskau. Nach weiteren Besitzerwechseln gelangte es 1860 an die Gebrüder Rohrbach, denen die Glashütte in Friedrichsgrund (Batorów) gehörte. Nach dem Tod von Franz Rohrbach 1880, der zu diesem Zeitpunkt Alleinbesitzer der Hütte war, erbte dessen Besitzungen seine einzige Tochter Helene, die mit dem Hauptmann Bruno Klein verheiratet war. Helene und Bruno Klein bauten 1892–93 die Burg Waldstein um und errichteten eine Turmkapelle mit einer Familiengruft. Anfang des 20. Jahrhunderts wurde Burg Waldstein für die Öffentlichkeit zugänglich gemacht.
1929 erhielt der Orden Missionare von der Heiligen Familie Burg Waldstein und eröffnete die Missionsschule Regina pacis, die bis zu 900 Schüler hatte und 1940 von den Nationalsozialisten geschlossen wurde. Die Gestaltung des Kalvarienberges wurde begonnen. Von 1941 bis zum Ende des Zweiten Weltkriegs wurde des Haus als Lazarett für Kriegsverletzte genutzt. Nach dem Übergang an Polen 1945 wurden die deutschen Missionare zusammen mit dem größten Teil der deutschen Bevölkerung am 10. März 1946 vertrieben. Die Burg Waldstein wurde polnischen Ordensbrüdern übergeben, die ihrerseits in den 1950er Jahren von den kommunistischen Behörden vertrieben wurden, die hier ein Heim für geistig behinderte Menschen einrichteten. 2006 erhielt der Orden wieder Eigentumsrechte.
Bis auf die Kapelle, die als Pfarrkirche für Borek dient, ist die Anlage nur von außen zu besichtigen.